# Abergele
Abergele ist eine Küstenstadt im County Borough Conwy County Borough im Norden von Wales (Großbritannien) zwischen Colwyn Bay und Rhyl.
Im Ort existiert noch eine Eisenkirche.
Am Ort führt die North Wales Coast Line vorbei, an der sich 1868 der Eisenbahnunfall von Abergele ereignete.
Direkt vor der Küste befindet sich in etwa 8 Kilometer Entfernung der Windpark Rhyl Flats.

## Persönlichkeiten
- Aylward Manley Blackman (1883–1956), Ägyptologe
- Becky Brewerton (* 1982), Golferin
- Justin Broadrick (* 1969), Musiker
- Ralph Steadman (* 1936), Cartoonist
- David Vaughan (* 1983), Fußballspieler
- George Wynn (1886–1966), Fußballspieler